# Craugastor campbelli
Craugastor campbelli é uma espécie de anfíbio anuro da família Craugastoridae. Está presente na Guatemala. A UICN classificou-a como deficiente de dados.